# Roman Zambrowski
Roman Zambrowski (ur. 15 lipca 1909 w Warszawie, zm. 19 sierpnia 1977 tamże) – polski polityk komunistyczny, pułkownik ludowego Wojska Polskiego (oficer polityczny). Kierownik Sekretariatu Komitetu Centralnego Komunistycznego Związku Młodzieży Polski (1931–1935). Pełnomocnik tajnego Centralnego Biura Komunistów Polski przy Komitecie Centralnym Wszechzwiązkowej Komunistycznej Partii (bolszewików) od stycznia do sierpnia 1944. Wicemarszałek Sejmu Ustawodawczego, członek Biura Politycznego KC PZPR (1948–1963), członek Rady Państwa (1947–1955), minister kontroli państwowej (1955–1956) i poseł do Krajowej Rady Narodowej, na Sejm Ustawodawczy oraz Sejm PRL I, II i III kadencji, członek Centralnej Komisji Porozumiewawczej Stronnictw Demokratycznych.

## Życiorys
Urodził się w zasymilowanej rodzinie żydowskiej Beniamina i Chai (Bolesława i Heleny) Krajkieman. Do 1939 występował w dokumentach pod imieniem Rachmil. Nazwisko Zambrowski jego przodkowie nosili począwszy od prapradziada Romana – Jankiela, który pochodził z miasta o tej nazwie. Ojciec Romana Zambrowskiego był księgowym w manufakturze tekstylnej, ale jeszcze przed I wojną światową wyemigrował do Stanów Zjednoczonych, porzucając rodzinę. Przez kilka lat Roman Zambrowski wychowywał się w domu religijnego dziadka. Do początku 1919 roku przebywał przez dziewięć miesięcy w szpitalu wśród Polaków, w wyniku czego język polski zdecydowanie wyparł u niego jidysz. Po wyjściu ze szpitala zamieszkał ze swoją matką i siostrą przy ulicy Pawiej 28, naprzeciwko więzienia Pawiak. Do 1939 określał się jako Polak pochodzenia żydowskiego.
Działał w ruchu komunistycznym w II Rzeczypospolitej. Od 1924 był członkiem Związku Młodzieży Komunistycznej, 16 października 1925 został aresztowany przez policję polityczną, gdy w jego mieszkaniu znaleziono archiwum Komitetu Centralnego ZMK. Rok później został członkiem Komitetu Dzielnicowego ZMK warszawskiej Pragi. Według relacji syna, Antoniego Zambrowskiego, nie współpracował z wywiadem radzieckim, a komunistów z przeszkoleniem agenturalnym traktował z rezerwą, do czego Piotr Gontarczyk odnosi się sceptycznie.
Od 1928 członek Komunistycznej Partii Polski, w latach 1930–1938 członek Komitetu Centralnego Komunistycznego Związku Młodzieży Polski. Delegat na ostatni, VI zjazd KPP (1932), w latach 1929–1931 członek Wszechzwiązkowej Komunistycznej Partii (bolszewików) w okresie studiów w Moskwie (słuchacz Międzynarodowej Szkoły Leninowskiej). W listopadzie 1931 skierowany do Polski, gdzie objął funkcję kierownika Sekretariatu Komitetu Centralnego Komunistycznego Związku Młodzieży Polski, którą pełnił do kwietnia 1936. Dwukrotnie przebywał wówczas w  Moskwie jako przedstawiciel KC KZMP przy Komitecie Wykonawczym Komunistycznej Międzynarodówki Młodzieży (od października 1932 do lipca 1933 i od lipca 1934 do maja 1935). W maju 1936 wezwany przez kierownictwo KMM stawił się w Moskwie, gdzie przedstawiono mu wiele zarzutów, na które odpowiedział na specjalnych posiedzeniach Sekretariatu KMM 2 czerwca i 5 lipca 1936, a także w obszernych wyjaśnieniach pisemnych 14 sierpnia 1936. Złożona samokrytyka okazała się skuteczna i w grudniu 1936 odesłano go do Polski do „roboty partyjnej” na szczeblu okręgowym. W konsekwencji uniknął aresztowań NKWD skierowanych od stycznia 1937 przeciw działaczom KPP w ZSRR w ramach „wielkiego terroru”. Od stycznia 1937 do połowy 1938 pełnił kolejno funkcje: sekretarza Komitetu Okręgowego KPP w Radomiu i Łodzi, a następnie członka egzekutywy Komitetu Warszawskiego KPP. Po rozwiązaniu KPP (1938) pracował w warsztacie ślusarskim. 26 marca 1939 aresztowany przez Policję Państwową i decyzją administracyjną osadzony w obozie w Berezie Kartuskiej.
Po agresji ZSRR na Polskę, po ucieczce straży obozowej 18 września 1939, wraz z innymi więźniami wyszedł na wolność. Zgłosił się do tymczasowych władz sowieckich, od 27 września 1939 był tłumaczem w grupie operacyjnej NKWD w Baranowiczach, pomagał opracowywać przejęte przez grupę archiwa Policji Państwowej, polskich władz administracyjnych i obozu w Berezie, uczestniczył w przesłuchaniach aresztowanych Polaków. Od stycznia 1940 był inspektorem Obwodowego Wydziału Oświaty Ludowej, następnie sekretarzem Zarządu Miasta Baranowicze.
Po ataku III Rzeszy na ZSRR 22 czerwca 1941 wcielony do oddziałów zapasowych Armii Czerwonej, po niespełna dwóch miesiącach zdemobilizowany i odesłany na tyły. Pracował jako nauczyciel historii i dyrektor szkoły podstawowej w sowchozach obwodu kujbyszewskiego. Wydział Kadr Kominternu nie skorzystał z jego pisemnych próśb o wykorzystanie go w robocie politycznej. 18 maja 1943 zmobilizowany do 1 Polskiej Dywizji Piechoty im. Tadeusza Kościuszki, wyznaczony na stanowisko zastępcy dowódcy 1 Batalionu Saperów do spraw oświatowych (oficer polityczny). Na porucznika został awansowany ze starszeństwem z 15 sierpnia 1943 w korpusie oficerów oświatowych. 15 września 1943 został szefem Wydziału Oświatowego 1 Polskiej Dywizji Piechoty im. Tadeusza Kościuszki. Uczestniczył w bitwie pod Lenino. 11 listopada 1943 awansowany na kapitana. Na początku lutego 1944 został wyznaczony na stanowisko zastępcy szefa Wydziału Polityczno-Wychowawczego 1 Korpusu Polskich Sił Zbrojnych w ZSRR, a w kwietniu tego roku zastępcą majora Mieczysława Mietkowskiego, szefa Zarządu Polityczno-Wychowawczego 1 Armii Polskiej w ZSRR. 2 maja 1944 awansowany na majora. 15 lipca 1944 powierzono mu pełnienie obowiązków szefa Zarządu Polityczno-Wychowawczego 1 AP w ZSRR, a 18 sierpnia 1944 zatwierdzono na tym stanowisku. Także w sierpniu awansowany na podpułkownika. 12 września 1944 został oddelegowany do dyspozycji Komitetu Centralnego Polskiej Partii Robotniczej w Lublinie. 18 kwietnia 1945 awansowany na pułkownika, a 23 października 1945 zdemobilizowany.
Od 1944 członek PPR, w latach 1944–1945 kierownik Wydziału Organizacyjnego Komitetu Centralnego PPR. Był członkiem KC PPR (1944–1948), członkiem Biura Politycznego KC PPR (1945–1948) oraz członkiem Biura Organizacyjnego KC PPR (1948). Ponadto w latach 1945–1948 był członkiem Sekretariatu KC PPR. Kierował akcją infiltracji i przejmowania kontroli nad legalnie działającymi partiami, a w czasie wyborów do Sejmu w 1947 dbał o zachowanie pozorów demokracji wobec mocarstw zachodnich. Kierował pracami Komisji Specjalnej do Walki z Nadużyciami i Szkodnictwem Gospodarczym. Od 1948 był członkiem Polskiej Zjednoczonej Partii Robotniczej, od początku do 1964 zasiadając w Komitecie Centralnym, do 1954 w Biurze Organizacyjnym i do 1963 w Biurze Politycznym KC. W latach 1948–1954 i 1956–1963 sekretarz KC PZPR. W listopadzie 1949 został członkiem Ogólnokrajowego Komitetu Obchodu 70-lecia urodzin Józefa Stalina.
Zaliczany do „puławian” podczas walki o władzę w kierownictwie PZPR w latach pięćdziesiątych. W latach 1944–1948 blisko współpracował z Władysławem Gomułką, po jego aresztowaniu potępił go i po przełomie w 1956 był początkowo przeciwny jego powrotowi na stanowisko I sekretarza KC i forsował kandydaturę Józefa Cyrankiewicza, ale ostatecznie poparł Władysława Gomułkę i ponownie podjął z nim współpracę, stając się jednym z przywódców reformatorskiej frakcji puławian w PZPR. Z czasem zaczął tracić wpływy w partii, nie był też broniony przez Władysława Gomułkę. Rozczarowany systemem politycznym w Polsce, liberalizował swoje poglądy. Opowiadał się za zmniejszeniem tempa inwestycji w przemysł ciężki i szybszym wzrostem konsumpcji. 6 kwietnia 1963 złożył na ręce Władysława Gomułki rezygnację z funkcji członka Sekretariatu KC PZPR, od kwietnia 1963 nie uczestniczył w pracach Biura Politycznego KC PZPR, 3 lipca 1963 ukazał się w prasie komunikat o jego rezygnacji z funkcji sekretarza KC i członka Biura Politycznego. Formalny koniec jego kariery partyjnej nastąpił w czerwcu 1964, gdy nie został wybrany na delegata na IV zjazd PZPR i w konsekwencji przestał być członkiem KC PZPR.

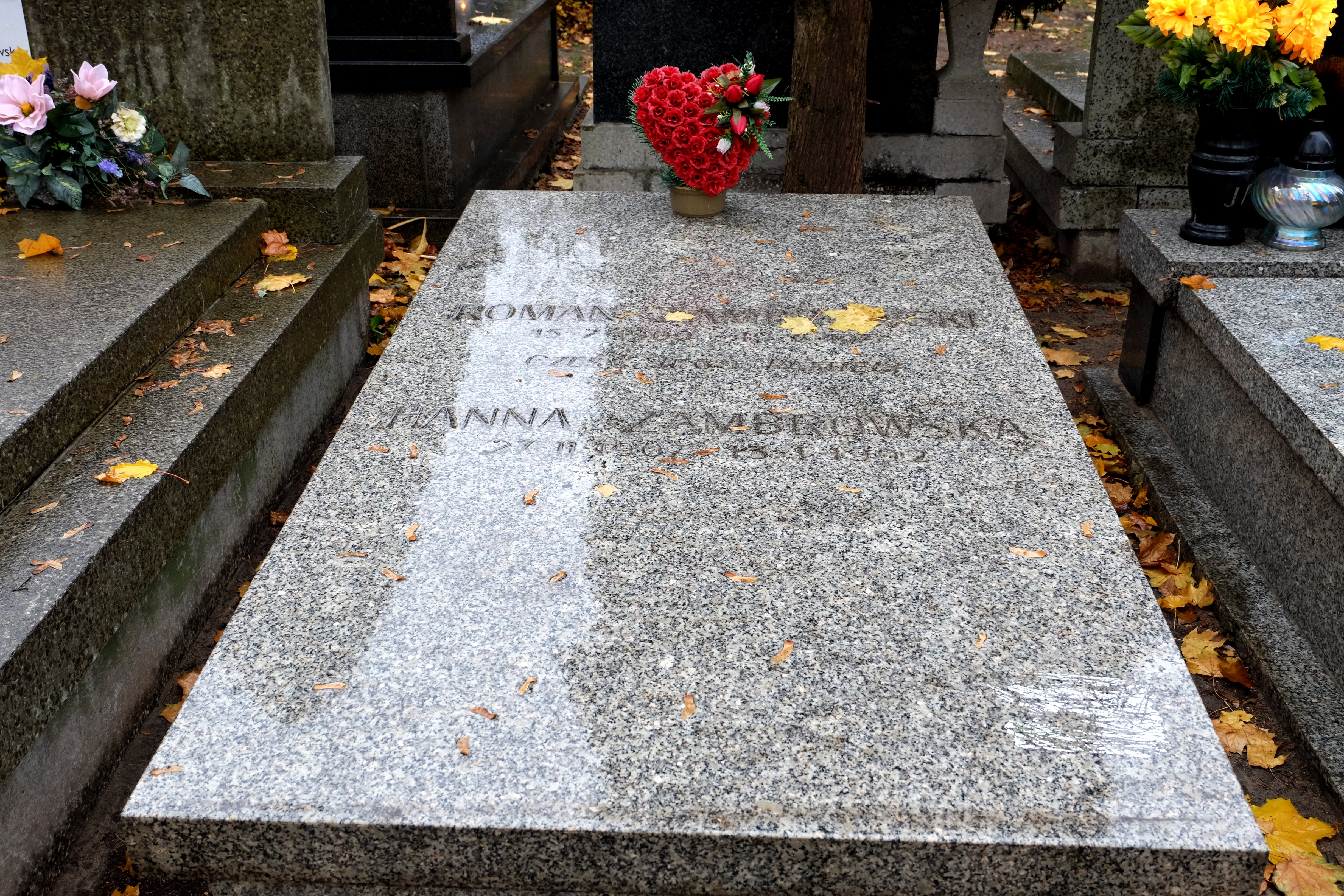
Grób Romana Zambrowskiego na Cmentarzu Wojskowym na Powązkach w Warszawie

W latach 1945–1947 członek prezydium Krajowej Rady Narodowej, w latach 1945–1954 przewodniczący Komisji Specjalnej do Walki z Nadużyciami i Szkodnictwem Gospodarczym; w latach 1947–1952 wicemarszałek Sejmu Ustawodawczego. W latach 1947–1955 członek Rady Państwa. W latach 1954–1955 przewodniczący Komitetu Rady Państwa i Rady Ministrów do Spraw Podziału Administracyjnego Kraju, w latach 1955–1956 minister kontroli państwowej. W latach 1963–1968 był wiceprezesem Najwyższej Izby Kontroli. Był posłem do KRN, na Sejm Ustawodawczy oraz Sejm PRL I, II i III kadencji w latach 1944–1965.
W 1968, na fali wydarzeń marcowych, został wydalony z partii i przeniesiony na emeryturę. Z powodu żydowskiego pochodzenia Służba Bezpieczeństwa rozpowszechniała o nim negatywne opinie w formie ulotek i plakatów. W tym czasie Roman Zambrowski odnosił się coraz krytyczniej do polityki PZPR, którą oskarżał o tendencje nacjonalistyczne.
Był żonaty z Hanną z domu Rafałowicz (1907–1992), używającą także miana Olga Pietrowna Lutowicz. Ich synem był dziennikarz Antoni Zambrowski (1934–2019). Pochowany na cmentarzu Wojskowym na Powązkach w Warszawie (kwatera C 35-1-13).

## Ordery i odznaczenia
- Order Sztandaru Pracy I klasy (1959)[17]
- Krzyż Komandorski z Gwiazdą Orderu Odrodzenia Polski (22 lipca 1947)[18]
- Srebrny Medal „Zasłużonym na Polu Chwały” (11 listopada 1943)
- Medal za Warszawę 1939–1945 (17 stycznia 1946)[19]
- Order Czerwonej Gwiazdy (ZSRR, 11 listopada 1943)